# دونالد بي. دينغويل
دونالد بروس دينغويل (من مواليد 1958 في كورنر بروك، نيوفاوندلاند، كندا) هو عالم جيولوجيا، ومدير قسم علوم الأرض والبيئة وأورديناريوس لعلم المعادن والصخور في جامعة لودفيغ ماكسيميليان في ميونخ. وهو حاليًا نائب رئيس اكاديمية اوروبيا . من سبتمبر 2011 إلى ديسمبر 2013 كان ثالث وآخر أمين عام مجلس البحوث الأوروبي (ERC) حيث شرع في حملة مشاركة عالمية لهيئة الإنصاف والمصالحة. وهو أيضًا رئيس سابق للاتحاد الأوروبي لعلوم الأرض [الإنجليزية]  والرئيس السابق الحالي الرابطة الدولية لعلم البراكين والكيمياء الداخلية للأرض [الإنجليزية] (IAVCEI)، التي تأسست عام 1919.

## التعليم
حصل دينغويل على درجة البكالوريوس في عام 1980 تحت إشراف Hugh Miller و Dave Strong. (مع مرتبة الشرف) في الجيولوجيا والجيوفيزياء من جامعة ميموريال في نيوفاوندلاند. حصل على الدكتوراه في الجيولوجيا من جامعة ألبرتا عام 1984 تحت إشراف كريس سكارف. في عام 1992 حصل على دكتراه تأهيلية في الجيوكيمياء من جامعة بايرويت. بالإضافة إلى ذلك، حصل على الدكتوراه الفخرية (دكتوراه في العلوم) من جامعة ألبرتا والجامعة الوطنية المستقلة في المكسيك  وكلية لندن الجامعية.

## المسيرة المهنية
بدأ دينغويل مسيرته البحثية في معهد كارنيجي بواشنطن (الآن معهد كارنيجي للعلوم [الإنجليزية] ) حيث كان زميلًا لكارنيجي من 1984 إلى 1986 حيث عمل في المختبر الجيوفيزيائي. كان أول تعيين دائم له (المسار الوظيفي) في جامعة تورنتو أستاذًا مساعدًا. في عام 1987 انتقل إلى المعهد البافاري للكيمياء الجيولوجية التجريبية والجيوفيزياء (المعهد الجيوبافاري) في جامعة بايرويت حيث عمل مساعد المدير المؤسس فريدريك سيفرت [الإنجليزية]. يعمل دينغويل في منصبه الحالي أستاذًا لعلم المعادن وعلم الصخور في كلية علوم الأرض بجامعة لودفيغ ماكسيميليان (LMU) منذ عام 2000. كما شغل منصب مدير قسم علوم الأرض والبيئة، منذ تأسيسها في عام 2002.
وكان أيضًا أستاذًا زائرًا في معهد كاليفورنيا للتكنولوجيا (Caltech)، وجامعة ستانفورد، ومعهد فيزياء الأرض بباريس ‏ (Paris Sorbonne Cité).
من سبتمبر 2011 إلى ديسمبر 2013، كان ثالث وآخر أمين عام مجلس البحوث الأوروبي(ERC)، حيث أطلق حملة مشاركة عالمية لهيئة الإنصاف والمصالحة. كما شغل منصب رئيس للاتحاد الأوروبي لعلوم الأرض [الإنجليزية] (EGU) والرابطة الدولية لعلم البراكين والكيمياء الداخلية للأرض ( IAVCEI ). تركز أبحاثه في العلوم الجيولوجية والبيئية على علم البراكين التجريبي، مع الإشارة إلى العلوم الجيوفيزيائية والجيوكيميائية والصخرية. يبحث عن الانفجارات البركانية ودورها في نظام الأرض. كتب عدة مئات من المنشورات وغالبًا ما يُستشهد بها. وهو أيضًا مؤسس أول دورة تدريبية مفتوحة على الإنترنت (MOOC) في النشاط البركاني، بعنوان الانفجارات البركانية: علم المواد، والتي شارك فيها أكثر من 20000 مشارك منذ إنشائها في عام 2013.

## الجوائز والتكريمات
- 2020 وسام هاري ايتش. هيس [الإنجليزية] من الاتحاد الجيوفيزيائي الأمريكي
- في عام 2020 حصل على وسام آرثر هولمز [الإنجليزية] من قبل الاتحاد الأوروبي لعلوم الأرض [الإنجليزية][17]

- في ديسمبر 2019، أعلن الحاكم العام لكندا أن دينغويل قد عُين ضابطًا في وسام كندا.[18][19]
- في عام 2017 أصبح عضوًا في الأكاديمية الألمانية للعلوم ليوبولدينا.[20]
- 2019 وسام أبراهام غوتلوب ويرنر [الألمانية] من الجمعية الألمانية للمعادن [الألمانية] [21]
- منحة 2019 للباحث المتقدم من مجلس البحوث الأوروبي [22]
- جائزة الإنجاز الوظيفي لعلم البراكين والبترولوجيا النارية لعام 2019 من الجمعية الجيولوجية الكندية [الإنجليزية]
- 2016 مُنح دينغويل وسام آرثر إل. داي من الجمعية الجيولوجية الأمريكية [الإنجليزية].[23][24]
- 2015 وسام مارتن إيه بيكوك من جمعية المعادن الكندية [25]
- جائزة أوتو شوت للأبحاث لعام 2014 من مؤسسة إرنست آبي [الألمانية] [26]
- 2013 جائزة نورمان إل بوين من الاتحاد الجيوفيزيائي الأمريكي [27]
- 2013 وسام استحقاق جمهورية ألمانيا الاتحادية على وسام الفارس[28]
- منحة 2009 باحث متقدم من مجلس البحوث الأوروبي [29]
- 2008 وسام روبرت فيلهلم بنسن من الاتحاد الأوروبي لعلم الأرض[30]
- 1996 جائزة MSA من الجمعية المعدنية الأمريكية[31]
- 1993 جائزة رعاية غيرهارد هيس من مؤسسة الأبحاث الألمانية
- 1991 جائزة فيكتور موريتز جولدشميت من الجمعية الألمانية للمعادن [الألمانية]